# Schloss Boitzenburg

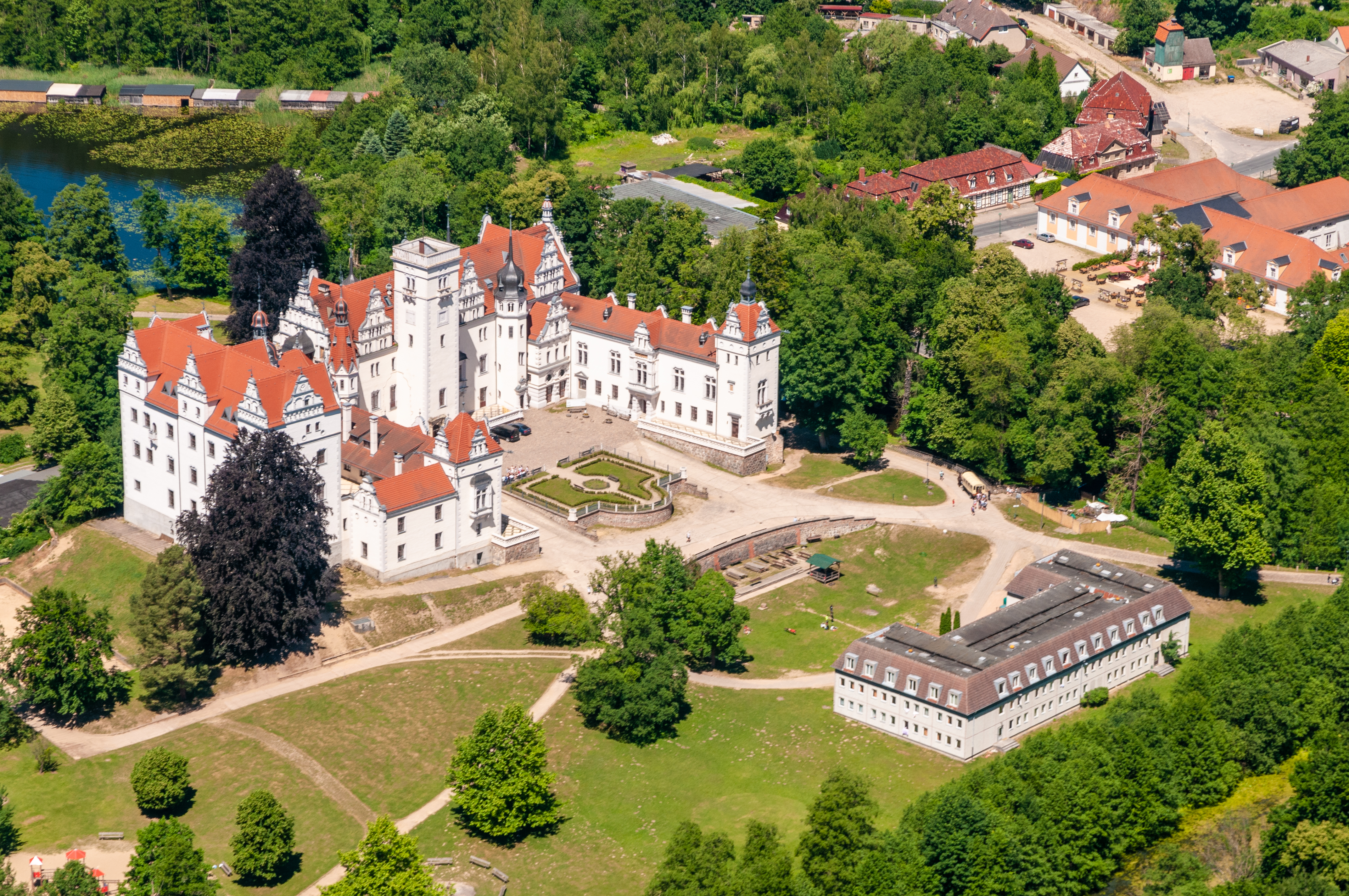
Frontseite

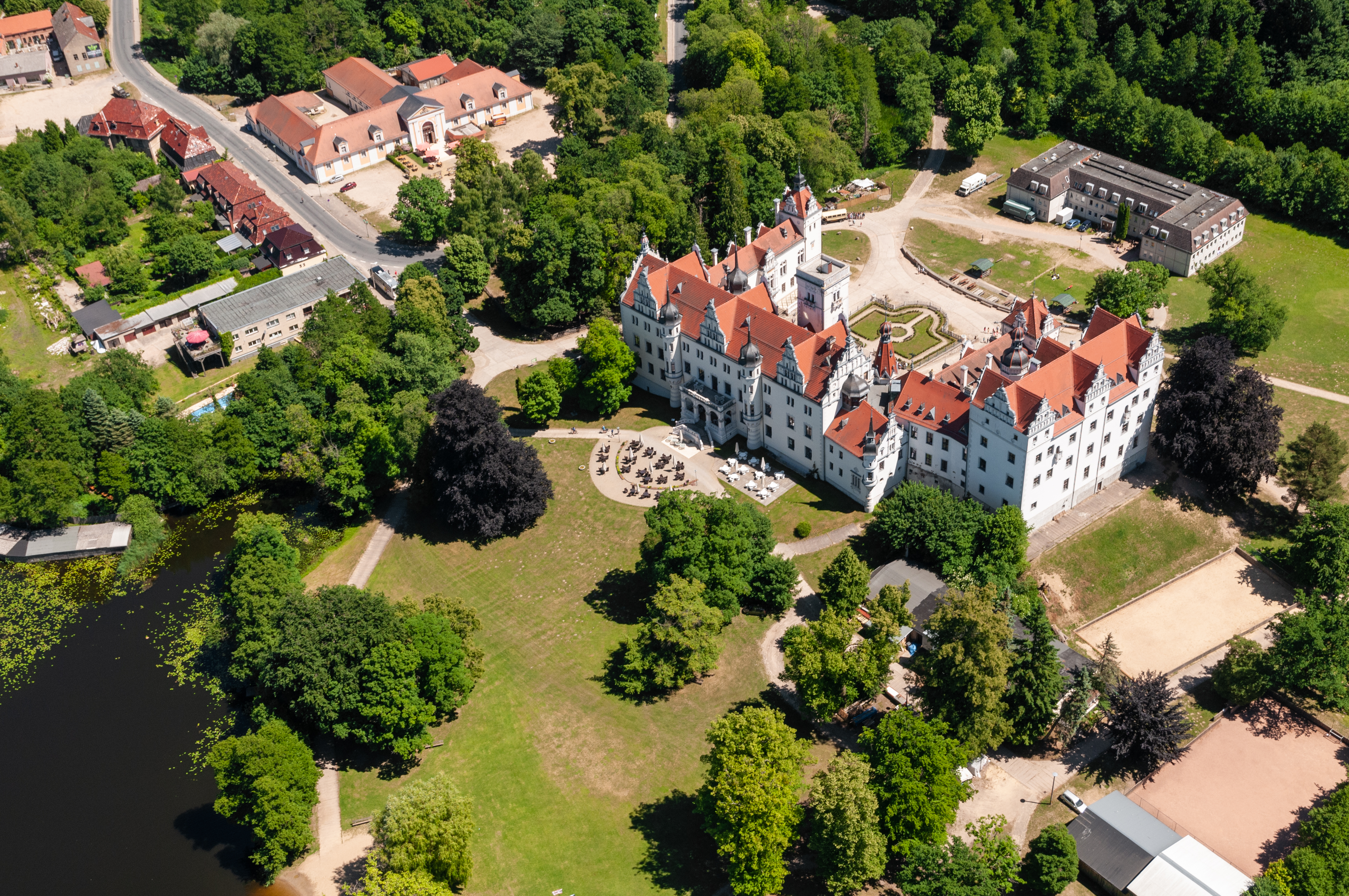
Seeseite

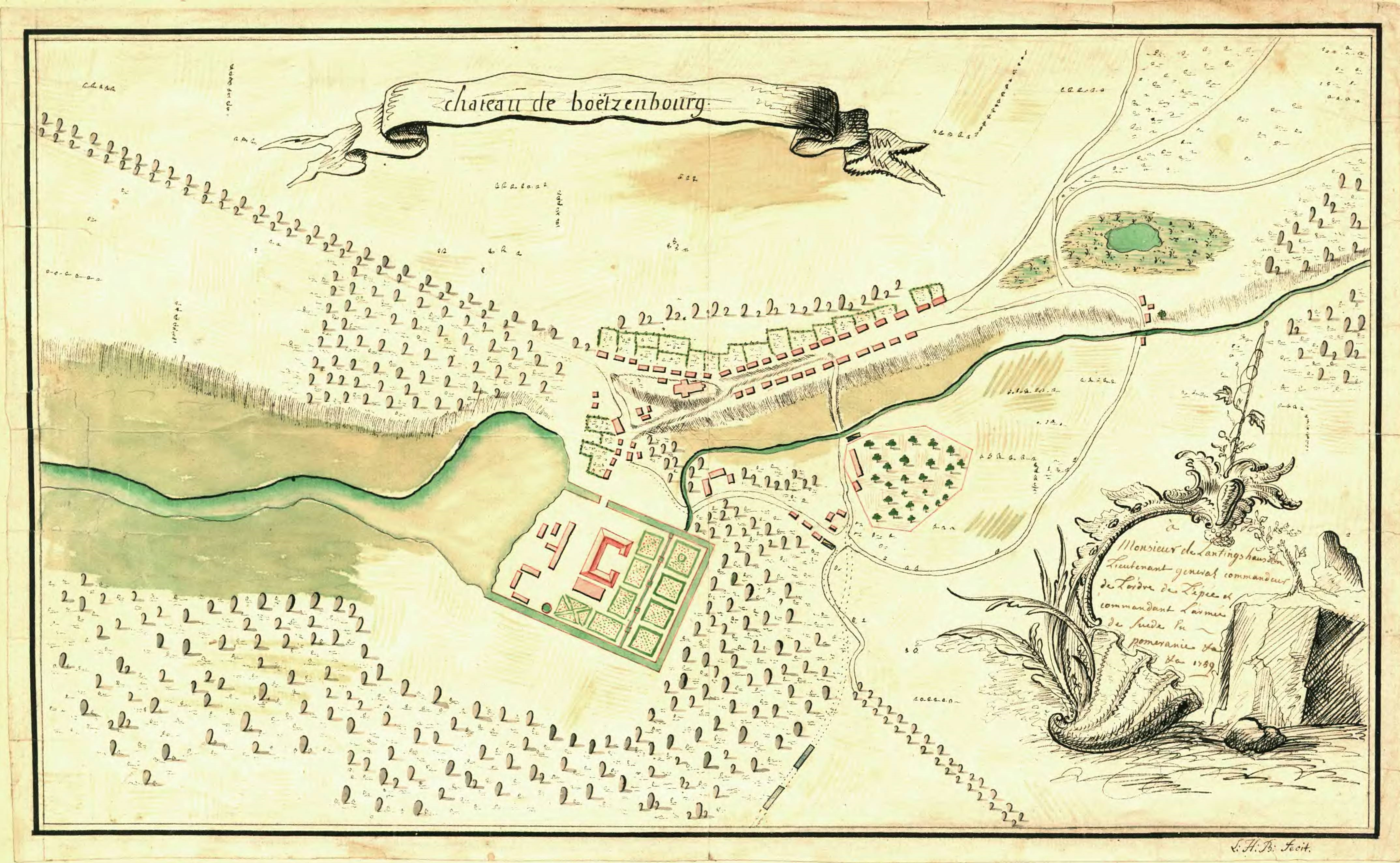
Lageplan 1759 (Schwedisches Kriegsarchiv)

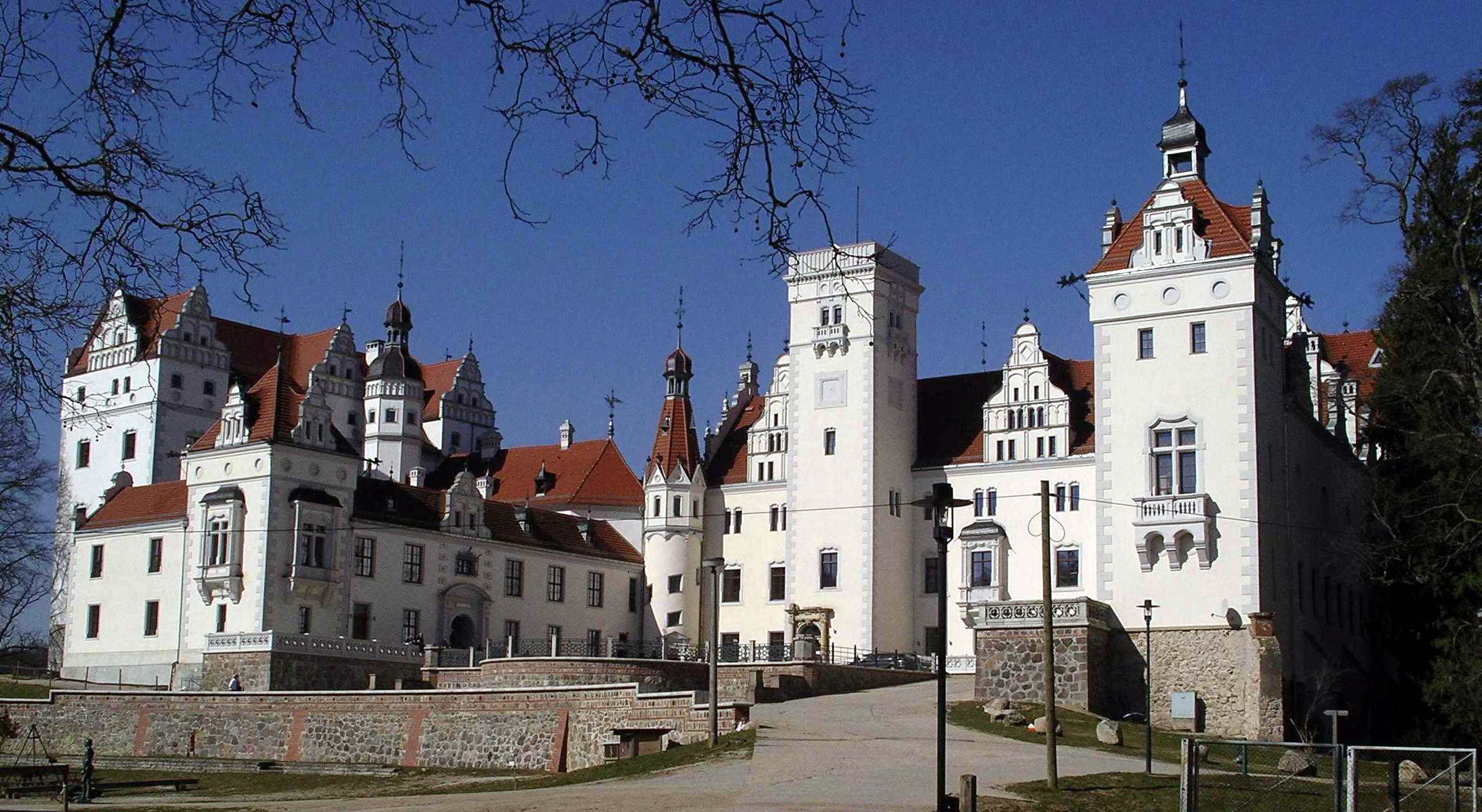
Schloss Boitzenburg, Frontseite (Eingangsseite)

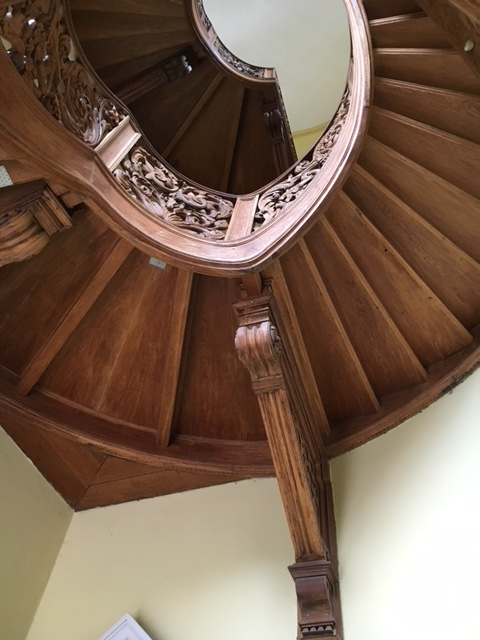
Blick in das Eichen-Treppenhaus

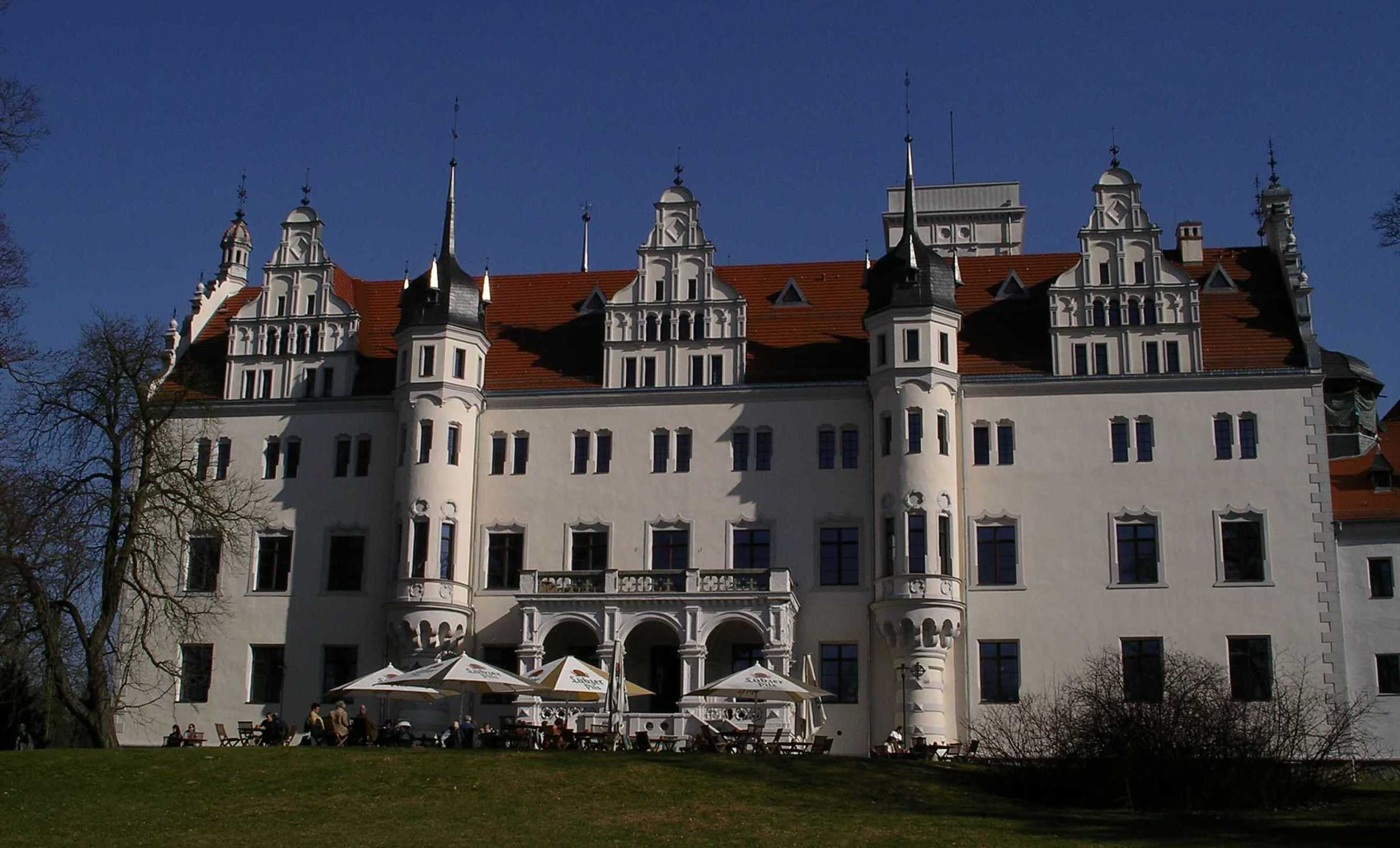
Schloss Boitzenburg, Rückseite (Seeseite)

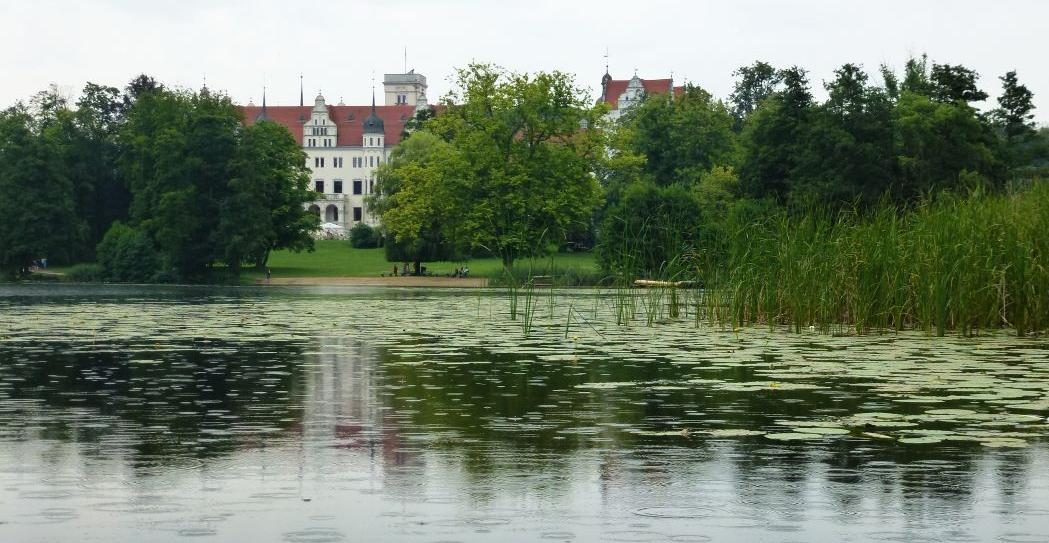
Blick über den Küchenteich auf das Boitzenburger Schloss

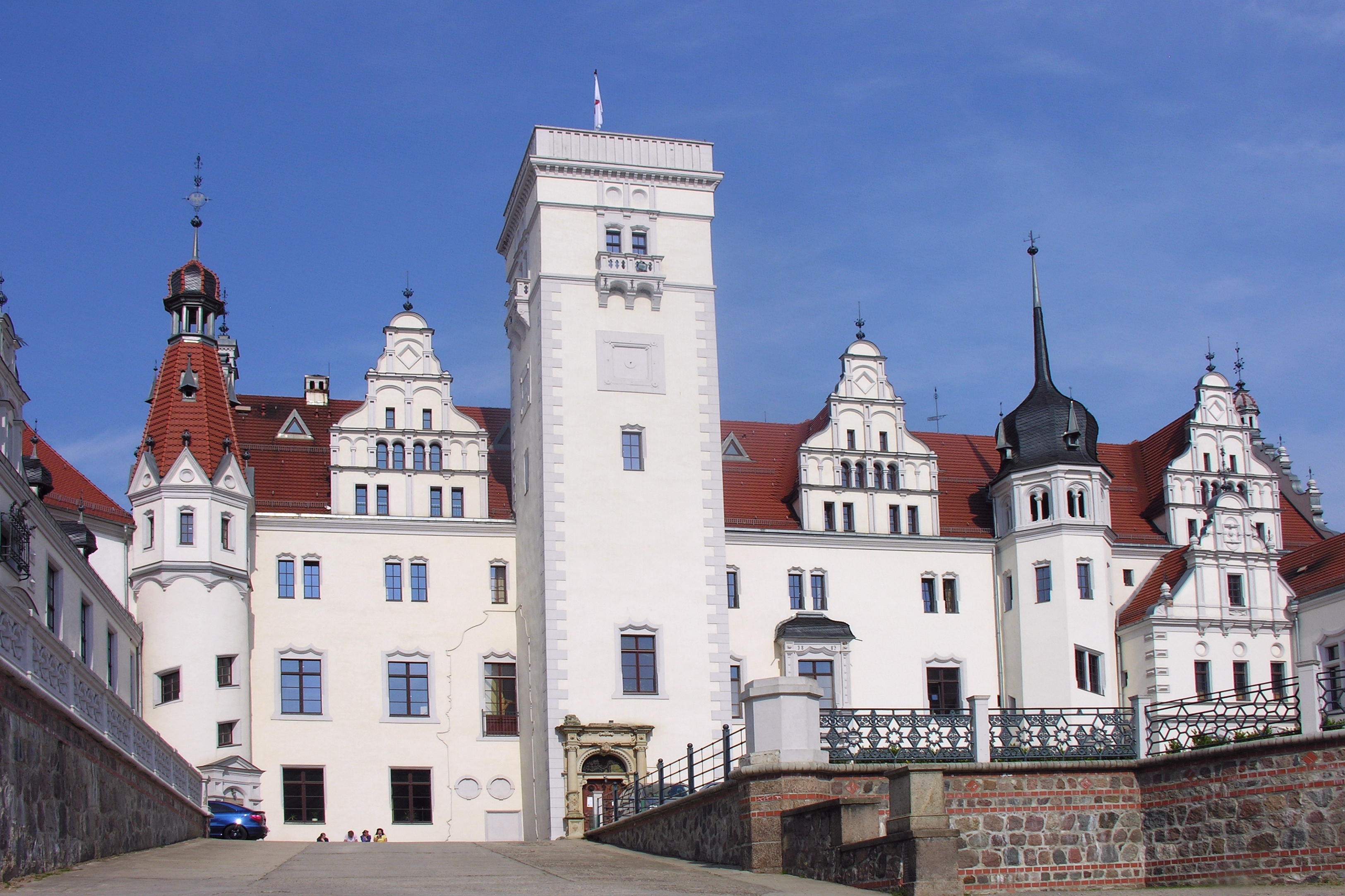
Hauptgebäude Südost-Ansicht

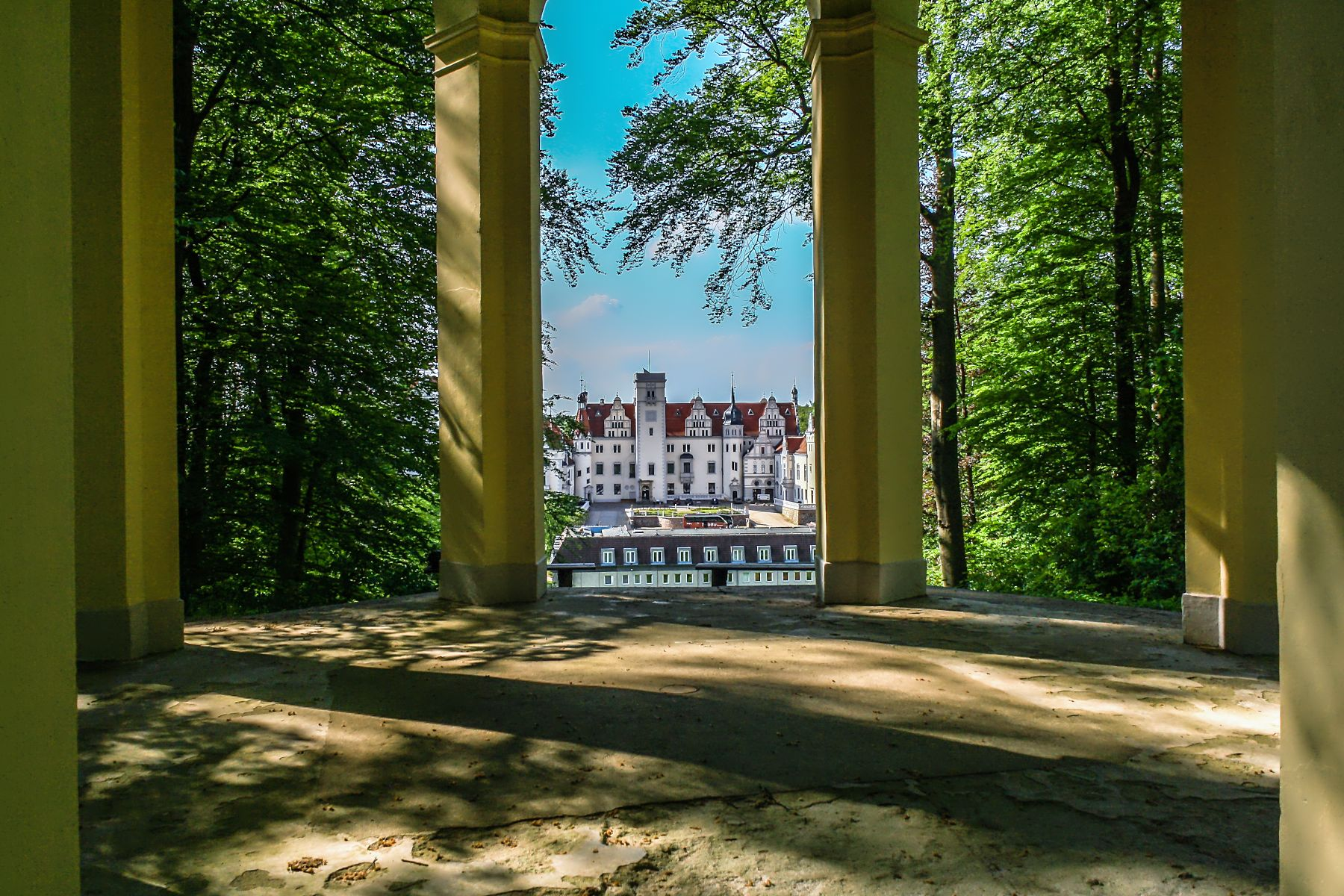
Blick vom Apollotempel

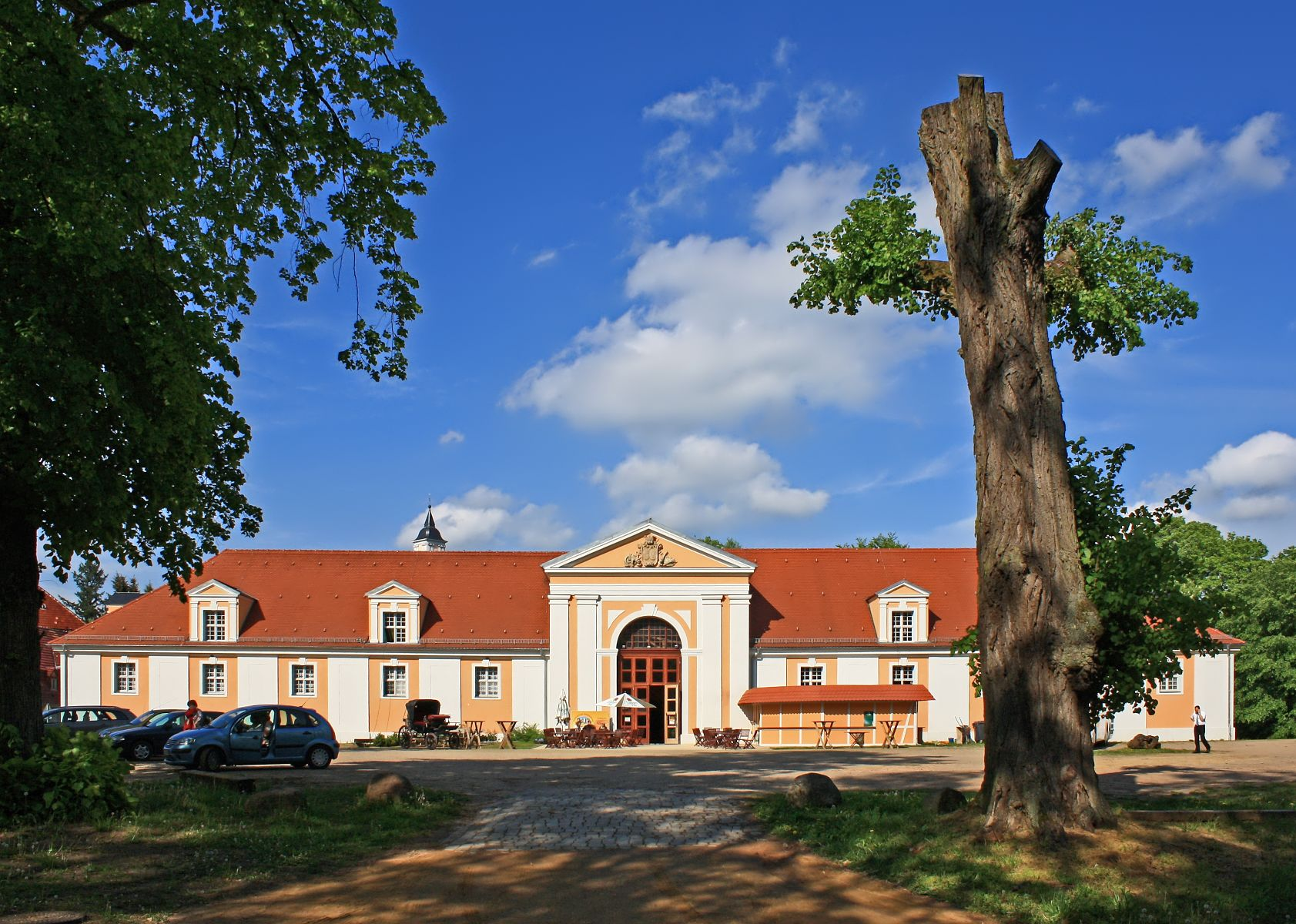
Marstall

Das Herrenhaus Schloss Boitzenburg in Boitzenburger Land ist eines der größten Schlösser der Uckermark. Es war über Jahrhunderte der Stammsitz der Familie von Arnim und beherbergt heute ein Kinder- und Jugendhotel.

## Geschichte
Eine Burg in Boitzenburg auf alter Siedlungsstätte im See Tytzen wurde erstmals 1276 erwähnt, vermutlich jedoch bereits früher (ab 1250) angelegt. Markgraf Wilhelm von Meißen eroberte 1398 das Schloss Boitzenburg von den Mecklenburgern zurück. Nach einigen Besitzerwechseln gelangte der Herrensitz 1427 erstmals, ab 1528 dauerhaft (durch Tausch gegen Schloss Zehdenick) in den Besitz der Familie von Arnim. Ab dem 16. Jahrhundert ist die Gliederung in ein Oberhaus und ein Unterhaus nachweisbar. Während sich das höher gelegene „Oberhaus“ in seiner 1537/38 erhaltenen architektonischen Form mit den für die Renaissance charakteristischen Zwerchhäusern bis heute erhalten hat, erfuhren die Baugruppen des um 1600 ausgebauten „Unterhauses“, die auf dem Gelände der einstigen Vorburg entstanden, mehrfach eingreifende bauliche Veränderungen und Erweiterungen. Im Dreißigjährigen Krieg wurde das Schloss teilweise zerstört. Etwa von 1740 bis 1750 entstand unter Georg Dietloff von Arnim durch Neubau zweier Flügel die noch heute charakteristische Form des Unterhauses als dreiflügelige Anlage mit Mansarddach und großem Ehrenhof, den man damals noch über die alte Burgzufahrt durch das Corp de Logis erreichte und von dem aus eine großzügige Terrassentreppe in den Park führte. Parallel dazu entstand auf der Ost- und Südseite der Schlossinsel ein großer barocker Garten. 1832 wurde auf Schloss Boitzenburg der Politiker Adolf von Arnim-Boitzenburg geboren. Im 19. Jahrhundert erfuhr das Schloss zwei weitere größere Umbauten: 1838–1842 wurde es durch Friedrich August Stüler im neugotischen Stil erweitert.
Das Schloss liegt auf einer Insel, die um 1840 von Peter Joseph Lenné als prachtvoller Landschaftspark im englischen Stil ausgestaltet wurde. Aus einem Meer von Buchen und Eichen ragt es umgeben von Wasser- und Wiesenflächen hervor. Bis 1918 war es Zentrum einer der größten Standesherrschaften (mit ca. 13.900 Hektar) des Königreichs Preußen und eines der Stammhäuser des kurmärkischen Uradelsgeschlechts von Arnim. Seit 1833 bildeten die Boitzenburger Besitzungen ein Fideikommiss, das 1852 erneuert und 1856 durch König Friedrich Wilhelm IV. zu einer Grafschaft erhoben wurde.
1881 bis 1884 wurde das Schloss abermals komplett umgebaut. Architekt war Carl Doflein, der das Schloss im Sinne einer historisierenden Neorenaissance wieder seinem ursprünglichen Aussehen mit steilen Dächern, Gauben, Zwerchhäusern annäherte. In dieser Form hat es sich im Wesentlichen bis heute erhalten und wurde 1999 bis 2005 restauriert.
Um 1929, kurz vor der großen Wirtschaftskrise, umfasste die Herrschaft Boitzenburg des Dietlof von Arnim-Boitzenburg bestehend unter anderem aus dem Majorat Boitzenburg, den Rittergütern Arnimshain, Krewitz See, Lichtenhain, verpachtet an Frau von Köhler, Ländereien Broddin und Lindensee, Sternthal, Steinrode und Rummelpforte Mühle aus 14172 ha Land. An der Spitze der Verwaltung stand der Generaldirektor und Geheime Finanzrat a. D. Ernst Küster und Administrator V. von Poncet, Major a. D. Die Grafen Arnim-Boitzenburg war neben Fürst Solms-Baruth und Graf von der Schulenburg-Lieberose die größten Grundbesitzer des Regierungsbezirkes Potsdam der Provinz Brandenburg.
Nach 1945 ging ein Großteil des wertvollen Inventars verloren. Das Herrschaftsarchiv wurde 1949 in das neu begründete Brandenburgische Landeshauptarchiv nach Potsdam überführt, wo es erschlossen wurde und benutzbar ist. Seit etwa 1955 bis 1990 wurde das Schloss durch die Nationale Volksarmee der DDR als Erholungsheim genutzt. 1998 kaufte der Hamburger Investor Oliver Erbacher das Schloss für den symbolischen Preis von einer Mark und baute es im Sinne seines Konzepts „Ponyhotel“ zu einem Kinder- und Jugendhotel im Jugendherbergsstil für Schulklassen und Familien mit 350 Betten um.
Der Umbau des Schlosses wurde mit öffentlichen Geldern gefördert. Nach dem Umbau wurden jedoch Anschuldigungen laut, der Investor habe diese Gelder nicht in der notwendigen Höhe in den Umbau gesteckt, sondern Teile davon für sich abgezweigt. Die Investitionsbank des Landes Brandenburg hatte 23 Millionen Euro an Fördermitteln zur Verfügung gestellt, die der Investor ursprünglich um noch einmal 23 Millionen aus eigenen Mitteln ergänzen sollte. Zusätzlich flossen noch einmal 10–12 Millionen Euro Subventionen von der Arbeitsagentur Eberswalde und der Landesagentur für Struktur und Arbeit (LASA). Als im Jahre 2004 die „Boitzenburg KG“ Insolvenz anmelden musste, stellte der Insolvenzverwalter jedoch fest, dass insgesamt nur 18,5 Millionen Euro in die Sanierung des Schlosses geflossen waren. Der Investor hatte demnach nicht nur kein Eigenkapital investiert, sondern Fördermittel in Höhe von 17,5 Millionen Euro in private Taschen geleitet. Der Insolvenzverwalter alarmierte die Investitionsbank sowie das brandenburgische Wirtschaftsministerium, die den Fall an die Potsdamer Staatsanwaltschaft weitergaben.

## Marstall
In dem zum Schlossensemble gehörenden Marstall sind neben Veranstaltungs- und Gastronomieräumen Schaumanufakturen für Schokolade, Eis, Torten, eine Kaffeerösterei und eine Brauerei untergebracht.

## Schloss Boitzenburg in der Kunst
Schloss Boitzenburg wurde in den literarischen Reiseberichten von Karl Gutzkow (Unter dem schwarzen Bären) und Theodor Fontane (Wanderungen durch die Mark Brandenburg, Band 1, und Fünf Schlösser) beschrieben. Es findet auch in dem Roman Jürnjakob Swehn, der Amerikafahrer von Johannes Gillhoff Erwähnung. In der Kolumne Die Berliner Hamptons beschreibt der Satiriker Bernhard Spring den aktuellen Zustand des Schlosses.
Die Außenaufnahmen zu dem deutschen Spielfilm Napoleon ist an allem schuld (1938) mit Curt Goetz und Valérie von Martens wurde hier gedreht. Außerdem gab es hier Aufnahmen für den Märchenfilm Rapunzel (2009) und zur Fernsehsendung 4 Hochzeiten und eine Traumreise (2013).

## Literatur (Auswahl)

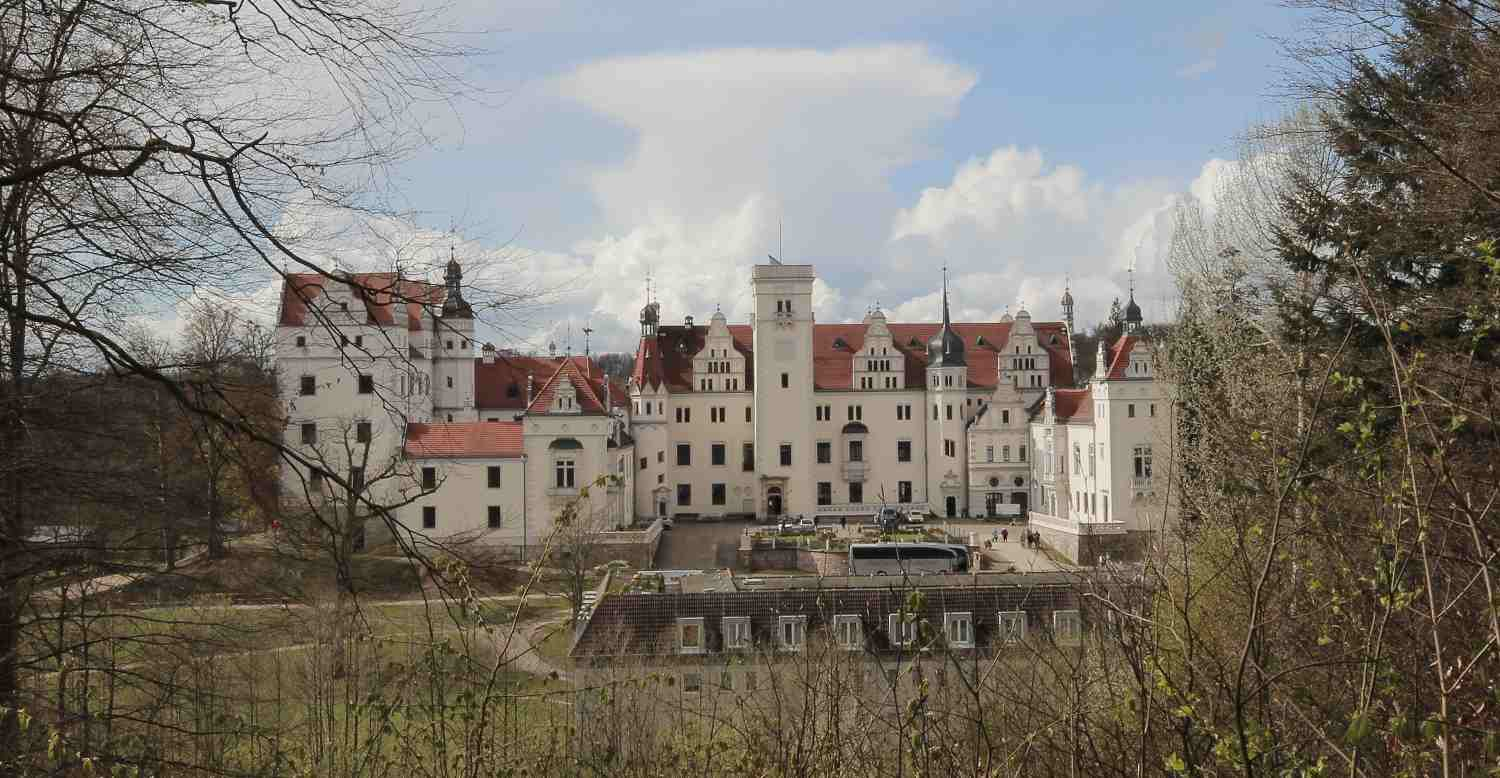
Schloss Boitzenburg, Waldblick (2017)